# Јулијан Толедски
Јулијан Толедски (Толедо, 642—690) је био архиепископ Толеда у доба владавине Визигота у Хиспанији, писац и историчар. Родитељи су му били Јевреји, али је он био одгајан у хришћанском духу. Образовање је стекао у школи при катедрали у Толеду где је био духовни ученик архиепископа Еугенија II Толедског. Био је први ахриепископ који је имао цело Иберијско полуострво у својој надлежности и који је доста учинио на верском централизовању иберијске цркве у Толеду. Овај положај је добио захваљујући учешћу у завери против визиготског краља Вамбе 680.
Председавао је неколико савета и синода и урадио је ревизију мозарапске литургије. Био је веома плодан писац. Међу његовим делима треба споменути Пророчанства, књига о смрти, биографију краља Вамбе, као и књигу о будућности (687). Имао је заслуга у прогонима Јевреја — на дванаестом Сабору у Толеду, навео је краља Ервига (који је збацио Вамбу) да одобри веома сурове антијеврејске законе.
Умро је у Толеду 690. године природном смрћу. Католичка црква га је прогласила свецем и слави га 8. марта.